# Afronandus sheljuzhkoi
Afronandus sheljuzhkoi és una espècie de peix pertanyent a la família Nandidae i l'única del gènere Afronandus.

## Descripció
- Pot arribar a fer 4,8 cm de llargària màxima.[6][7]

## Hàbitat
És un peix d'aigua dolça, bentopelàgic i de clima tropical.

## Distribució geogràfica
Es troba a Àfrica: el sud-oest de la Costa d'Ivori.

## Observacions
És inofensiu per als humans.